# Ратко Мартиновић
Ратко Мартиновић (Бања Лука, 16. мај 1916 — Београд, 9. мај 1993) био је учесник Априлског рата, Народноослободилачке борбе и генерал-потпуковник ЈНА. Као предратни официр Југословенске војске, по њеној капитулацији и окупацији Краљевине Југославије, придружио се пуковнику Драгољубу Михаиловићу, с којим се убрзо разишао због размимоилажења у концепцији борбе против непријатеља, те са Владом Зечевићем формирао „Војно-четнички одред Мартиновић–Зечевић“. Након разлаза четника и партизана, са Зечевићем је приступио редовима Народноослободилачке војске Југославије. У периоду од 1947. до 1950. године обављао је дужност начелника Војне академије.

## Биографија
Рођен је 16. маја 1916. године у Бања Луци. Потиче из сиромашне породице. По окончаном школовању у родном граду, одлази у Сарајево, где је 1931. године уписао Нижу школу Војне академије, коју је завршио 1936. године, када је добио чин инжињеријског потпоручника. До маја 1938. године био је командир вода 44. пешадијског пука у Оточцу, а до априла 1941. био је командир вода 33. пешадијског пука у Бања Луци. У чин поручника је унапређен непосредно пред Други светски рат. Мартиновићеви родитељи, мајка Даринка и отац Васа, стрељани су 1942. године у Босанској Градишки, док му је брат Недељко стрељан 1944. године, у Пецкој. Имао је и две сестре, Добрилу и Меланију, која је умрла пре рата.

### У војно-четничким одредима
За време Априлског рата, налазио се на дужности командира вода у 33. пешадијском пуку у Бања Луци. Након капитулације Југословенске краљевске војске, избегао је заробљеништво и у априлу се у Босни придружио групи официра, предвођеном пуковником Драгољубом Михаиловићем, с којом се пребацио у западну Србију. Док је пуковник Михаиловић био против да се нападају жандарми и Немци, или да се изводе саботаже, поручник Мартиновић је био за борбу, те августа 1941. године напушта Равну гору и са једном групом ступа у борбу против Немаца.
Своју четничку делатност развио је на простору Ваљевског округа. Ускоро му се придружио и ваљевски свештеник Влада Зечевић, па је формиран „Војно-четнички одред Мартиновић–Зечевић“. Ратко Мартиновић је био присутан за време преговора са Милошем Минићем испред партизанског штаба за борбу против Немаца. Командовао је својим одредом у заузимању Крупња, опкољавању Шапца и нападима на Лозницу и Крупањ.
Почетком септембра 1941. године, Дража Михаиловић је послао мајора Пантелића са наређењем да стави Мартиновића под своју команду, на шта Мартиновић није пристао. Михаиловићу су Мартиновић и Влада Зечевић написали заједничко писмо у ком су истакли: „Ако ступите у борбу против Немаца, признајемо вас за свог команданта. У противном, ми борбу продужујемо, а вас не признајемо за команданта.” Убрзо након тога, Михаиловић је Мартиновића осудио на смрт „због дезертерства и непослушности”. У приближно исто време, и Немци су уценили Мартиновићеву главу са 50.000 динара. О томе је писао и Родољуб Чолаковић у својим „Записима”:
Добро, поручниче — запитао сам Мартиновића — а зар се не бојите што вас је Дража осудио на смрт?
На то је Мартиновић одговорио:
Какав Дража — презриво је одмахнуо руком Мартиновић — мени је као официру и патриоти савјест мирна: ја се борим против непријатеља, а то није забрањено ни по каквим правилима Југословенске војске.

### Народноослободилачка борба
Након раскида сарадње партизана и четника, Ратко Мартиновић прелази са Владом Зечевићем на страну партизана. Добио је дужност начелника Штаба Ваљевског партизанског одреда. После Прве непријатељске офанзиве, остаје у Западној Србији са Ваљевским партизанским одредом, који је у децембру 1941. године још увек имао 1.800 прекаљених бораца. После низа тешких борби и вишеструког дељења одреда (из њега су се после дирљивог растанка на Дивчибарама издвојили Космајски, Тамнавски и Сувоборски одред, који су уништени) у периоду децембар 1941 — март 1942. године, последњи остаци Ваљевског партизанског одреда (група од 85) бораца и руководилаца разних јединица Ваљевског партизанског одреда, се пребацују, ноћу преко Дрине у Источну Босну. Под маском четничких ознака, пробијају се ка Пролетерским бригадама, на које коначно наилазе. У чланство Комунистичке партије Југославије (КПЈ) је примљен 1942. године.
У току Народноослободилачке борбе, Ратко Мартиновић је у НОВ и ПО Југославије имао следеће дужности:
- начелника Штаба Ваљевског партизанског одреда,
- команданта Друге крајишке ударне бригаде, до фебруара 1943,
- начелника Штаба Пете крајишке дивизије, до новембра 1944. и
- начелника Главног штаба НОВ и ПО Србије, до маја 1945. године.[4]

### Послератни период
После рата и ослобођења Југославије, налазио се на одговорним дужностима у Југословенској народној армији (ЈНА). До фебруара 1946. био је помоћник команданта Прве армије ЈА, затим заменик начелника Четвртог одељења Генералштаба ЈА, до јуна 1946. и помоћник команданта Шесте армије ЈА, до децембра 1946. године. У периоду од 27. јуна 1947. до 5. јуна 1950. године обављао је дужност начелника Војне академије (тада Пешадијског војног училишта). До јула 1954. године био је начелник Инжињеријско-хемијског школског центра, а био је и предавач на Вишој војној академији ЈНА, до јула 1957. године. Напослетку, налазио се на дужности помоћника команданта Прве армијске области, за Територијалну одбрану. Године 1952. завршио је Пешадијску официрску школу ЈНА. Из војне службе се повукао 14. марта 1958. године, са чином генерал-потпуковника ЈНА.
У чин мајора је унапређен 1. маја 1943; потпуковника 1. новембра 1943; пуковника 8. јула 1944; генерал-мајора 22. маја 1946; а генерал-потпуковника 22. децембра 1956. године.
Преминуо је 9. маја 1993. у Београду. Кремиран је 12. маја и сахрањен  на Новом гробљу у Београду.

## Књиге и одликовања
Ратко Мартиновић се, поред официрског посла, бавио и писањем књига везаних за стратегију. Објавио је четири књиге:
- „Од Равне горе до Врховног штаба“, Београд, 1979. година,
- „Значај дејства групе партизанских одреда у западној Србији (1941—1945)“, Београд, 1980. година,
- „Кобне одлуке“, Народна књига, Београд, 1986. година,
- „Руковођење оружаном борбом“, Београд, 1987. година.

Носилац је Партизанске споменице 1941. и других југословенских одликовања, међу којима се истичу — Орден ратне заставе, Орден заслуга за народ првог реда, Орден братства и јединства првог реда, Орден партизанске звезде првог и другог реда, Орден за војне заслуге првог реда и Орден за храброст. Такође је одликован пољским орденом Партизанског крста.

## Занимљивости
Ратко Мартиновић је иначе по сопственом сведочењу био можда први припадник ЈВуО који је носио браду — због тога је од Драже Михаиловића био прекорен, али му је одговорио:
Молим Вас, господине пуковниче да ми одобрите да носим браду јер сам се зарекао да ћу да је носим док Немце не протерамо или док не погинем.
На првој партизанској војној паради, одржаној 7. новембра 1941. године у Ужицу, у част 24-ворогодишњице Октобарске револуције, Ратко Мартиновић је био један говорника и том приликом је, између осталог, изјавио:
Ја вас поздрављам и позивам да сви заједнички и сложно и даље истрајемо у борби и да не подлегнемо петоколонашком раду оних који још нису метак испалили и који га неће никад испалити. Ја вам кажем да онај који је од мене више Немаца убио толико пута више од мене вреди. Али они који нису метак опалили а неће га ни опалити немају никакво право да говоре да смо ми разбојници. Ја вас позивам да добро отворите очи и да помажете нашу борбу за слободу, за златну слободу коју ћемо у Србији са оружјем у руци створити.